# Wasserkraftwerk Matucana
Das Wasserkraftwerk Matucana (span. Central Hidroeléctrica Matucana) befindet sich in der peruanischen Westkordillere am Río Rímac im zentralen Westen von Peru, 67 km ostnordöstlich der Landeshauptstadt Lima. Das Kraftwerk liegt im Distrikt Surco in der Provinz Huarochirí der Verwaltungsregion Lima. Betreiber der Anlage ist Enel.

## Wasserkraftwerk
Das Wasserkraftwerk ging 1972 in Betrieb. Es ist mit 2 horizontal ausgerichteten Pelton-Turbinen ausgestattet. Die installierte Gesamtleistung beträgt 140 MW. Die durchschnittliche Jahresenergieproduktion beläuft sich auf 867 GWh. Das Kraftwerk nutzt eine Brutto-Fallhöhe von 987 m (Netto-Fallhöhe: 966 m). Die Ausbauwassermenge beträgt 15,8 m³/s.
Das Wasser des Río Rímac wird an einem 22,5 km flussaufwärts gelegenen Wehr (⊙) abgeleitet und über eine etwa 19,4 km lange Rohrleitung zum Ausgleichsbehälter (2 unterirdische Kammern mit jeweils 30.000 m³ Volumen) des Wasserkraftwerks geleitet. Von diesem führt eine 1,8 km lange Druckleitung zum Kraftwerk. Unterhalb des Kraftwerks wird das Wasser über eine 18 km lange unterirdische Rohrleitung dem Wasserkraftwerk Callahuanca zugeführt.

## Talsperre Yuracmayo
Die Talsperre Yuracmayo (⊙) wurde 1995 fertiggestellt. Sie befindet sich am Río Blanco, einem Nebenfluss des Río Rímac. Die Talsperre dient als Wasserspeicher des Kraftwerks. Der 56 m hohe und 590 m lange Staudamm besitzt einen Tonkern. Das Dammvolumen beträgt 1,7 Mio. m³, das Nutzvolumen 48 Mio. m³.